# 6月27日
6月27日是阳历一年中的第178天（闰年第179天），离一年的结束还有187天。

## 大事记

### 19世紀以前
- 1214年：为避蒙古军锋芒，金宣宗离开金朝首都中都，两个月后金宣宗南迁到达河南汴京，将汴京作为金朝的新首都。
- 1709年：彼得大帝于波尔塔瓦会战取得决定性胜利，终结瑞典位列欧洲列强的时代。
- 1743年：在奥地利王位继承战争中，英国国王乔治二世率领的军队在德廷根战役中击败法国军队。

### 19世紀
- 1806年：英軍佔領布宜諾斯艾利斯。
- 1858年：大清与法国签署不平等条约《天津条约》，鸦片改称「洋药」，可自由买卖。
- 1869年：虾夷共和国被日本所灭。
- 1873年：驻北京的外国的外交官们觐见同治帝。外交使节1861年时驻在北京后第一次。

### 20世紀
- 1905年：在俄國革命期間，俄羅斯帝國海軍黑海艦隊的水兵發起暴動。
- 1917年：美军登陆法国。
- 1927年：日本田中义一内阁召开東方會議，制定对华战争计划。
- 1929年：蒋桂战争结束。
- 1935年：中日《秦土协定》签署。
- 1941年：匈牙利对蘇聯宣戰。
- 1948年：中国大陸第一部彩色电影《生死恨》开拍。[1]
- 1950年：美国决定派兵参加朝鲜战争。
- 1954年：哈科沃·阿本斯在中央情報局領導的針對其政府的政變後辭去瓜地馬拉總統職務。
- 1967年：英国发明家约翰·谢菲尔德-巴隆在巴克莱银行恩菲尔德镇分行启用世界首台自动柜员机。
- 1970年：中国各高校首次招收工农兵学员。
- 1970年：北愛爾蘭貝爾法斯特、倫敦德里的天主教徒與新教徒、英軍爆發衝突，造成3人喪生，90人受傷[2]。
- 1971年：上海江南造船厂制造的中国第一艘两万吨级货轮“长风号”下水。
- 1973年：中国进行第15次核试验，这是一次空中的氢弹试验。
- 1974年：法国和伊朗签订帮助伊朗发展十年协定，向伊朗出售了五座核反应堆。
- 1974年：美國總統理察·尼克森訪問蘇聯。
- 1976年：以色列军方及摩萨德发动武装行动营救遭巴解组织劫持的法国航空客机，劫机者全数遭击毙，100余名人质获释。
- 1977年：法屬阿法爾和伊薩領地正式脫離法國近100年的統治而獨立，並定名為吉布地共和國。
- 1979年：世界拳王穆罕默德·阿里宣布退休。
- 1980年：義大利國內航空870號班機空難，機上77名乘客及4位機組員全部罹難。
- 1981年：中国共产党中央委员会通过《关于建国以来党的若干历史问题的决议》，正式否定文化大革命。
- 1982年：美国哥伦比亚号航天飞机首次运载军用物资。
- 1982年：臺灣鐵路臺東線拓寬工程通車[3]。
- 1983年：美国驻萨尔瓦多大使馆遭火箭筒袭击。
- 1983年：发达国家和东南亚地区国家对话在泰国曼谷举行。
- 1985年：臺灣金蘭醬油董事長鍾秋桂夫婦，因生食非洲大蝸牛感染嗜伊紅性腦膜炎，不治身亡。[4]
- 1986年：国际法庭裁决，尼加拉瓜诉美国案中，美国败诉。
- 1990年：尼加拉瓜内战结束。
- 1991年：南斯拉夫人民軍开始进攻两日前宣布独立的斯洛文尼亚，十日战争爆发。
- 1992年：意大利三大工会组织10万人大游行，抗议黑手党暴行。
- 1993年：美國派駐波斯灣戰艦向伊拉克巴格達發射戰斧巡弋飛彈，但有三枚導彈誤中民居，造成十幾人死傷。
- 1994年：上海杨浦大桥与内环线高架顺利接龙。
- 1994年：奥姆真理教在日本松本市释放沙林毒气，造成八人死亡、五百多人受伤。
- 1998年：马来西亚吉隆坡国际机场正式启用。
- 2000年：科学家公布人类基因“工作框架图”。[5]
- 2000年：香港交易所正式掛牌上市。

### 21世紀
- 2007年：英國首相托尼·布莱尔到白金漢宮向女王伊麗莎白二世辭呈。
- 2008年：世界十三年首富比爾·蓋茨正式退出微軟的日常管理工作，並將把580億美元的財產全數捐作慈善。
- 2010年：冰岛成为世界上第九个将同性婚姻合法化的国家。
- 2015年：代表台灣民主社運歌曲〈島嶼天光〉（演唱：滅火器樂團）在第26屆金曲獎中獲得最佳年度歌曲獎 。
- 2015年：台灣八仙樂園彩色派對發生火災，造成15人死亡、484人輕重傷。
- 2016年：台北於6月份第8次觀測溫度超過37度以上，打破1897年以來紀錄。[6]
- 2021年：港鐵屯馬線土瓜灣站及宋皇臺站啟用，屆時市民無須轉車便可由烏溪沙直達屯門。

## 出生
- 1462年：路易十二，法蘭西國王（1515年逝世）
- 1550年：查理九世，法蘭西國王（1574年逝世）
- 1740年：約翰·萊瑟姆，英國鳥類學家（1837年逝世）
- 1809年：弗朗索瓦·塞爾坦·康羅貝爾，法國軍人、政治人物，法國元帥（1895年逝世）
- 1850年：小泉八雲，日本小說家（1904年逝世）
- 1869年：埃玛·戈尔德曼，立陶宛裔加拿大哲学家、活动家（1940年逝世）[7]
- 1869年：漢斯·斯佩曼，德國胚胎学家，1935年諾貝爾生理學或醫學獎得主（1941年逝世）
- 1870年：弗蘭克·拉特雷·利利，美國動物學家（1947年逝世）
- 1872年：希伯·柯蒂斯，美國天文学家（1942年逝世）
- 1876年：第十三世達賴喇嘛(1933年逝世)
- 1878年：何香凝，中国画家（1972年逝世）
- 1880年：海伦·凯勒，美國盲聋学者（1968年逝世）
- 1884年：加斯東·巴舍拉，法國哲學家（1962年逝世）
- 1895年：傅作义，中國军事家（1974年逝世）
- 1899年：瑪麗亞·尼古拉耶芙娜，俄羅斯帝國末代女大公（1918年逝世）
- 1902年：菲利普·巴布科克·戈夫，美國詞典編纂者（1972年逝世）
- 1905年：關德興，香港電影演員（1996年逝世）
- 1915年：趙丹，中國電影演員（1980年逝世）
- 1921年：嚴孝章，曾任中華民國棒球協會理事長，有成棒之父的稱號（1986年逝世）
- 1921年：白光，中國女歌手、演員（1999年逝世）
- 1930年：羅斯·佩羅，美國商人，曾經兩次參加總統競選（2019年逝世）
- 1931年：馬丁紐斯·韋爾特曼，荷蘭理論物理學家，1999年諾貝爾物理學獎得主（2021年逝世）
- 1936年：橫尾忠則，日本美術家
- 1939年：陳雷，臺灣作家（2025年逝世）
- 1941年：克里斯多夫·奇士勞斯基，波蘭電影導演、編劇（1996年逝世）
- 1945年：李國章，香港中文大學前校長、香港政府官员
- 1949年：永山則夫，日本連環殺手（1997年逝世）
- 1953年：山本二三，日本美術監督、導演（2023年逝世）
- 1955年：伊莎貝爾·阿佳妮，法國演員
- 1962年：梁朝偉，香港男演員
- 1966年：傑弗瑞·亞柏拉罕，美國電影導演
- 1968年：馬德鐘，香港男演員
- 1969年：彭家麗，香港女歌手
- 1970年：林由美香，日本AV女優、電影演員（2005年逝世）
- 1970年：能田達規，日本漫畫家
- 1970年：陳建斌，中國男演員
- 1971年：狄潘德拉，尼泊爾沙阿王朝第十二任國王（2001年逝世）
- 1972年：王千源，中國男演員
- 1974年：安德烈·蘇霍維茨基，俄羅斯將領（2022年逝世）
- 1974年：克里斯托弗·奧尼爾，美國商人
- 1975年：托比·马圭尔，美國演員
- 1977年：簡舒培，臺灣政治人物
- 1977年：劳尔·冈萨雷斯·布兰科，西班牙足球員
- 1981年：汪小菲，中國商人
- 1982年：陸永，香港男藝人
- 1984年：科勒·卡戴珊，美國電視名人、名媛、商人、主持人、模特兒
- 1984年：孫浩俊，韓國男演員
- 1985年：尼科·罗斯伯格，德國賽車手
- 1986年：山姆·克萊弗林，英國男演員
- 1987年：艾德·域斯韋克，英國男演員
- 1987年：阮兒，香港女演員
- 1988年：楊真誠，韓國女演員
- 1989年：貴美子·格倫，日裔美國女演員、歌手
- 1991年：山崎遙，日本女性聲優
- 1991年：李源根，韓國男演員
- 1992年：安昭熙，韓國女演員
- 1992年：本田翼，日本女演員
- 1994年：若月佑美，日本女子偶像團體乃木坂46成員
- 1997年：長野佑紀，日本女性聲優
- 1997年：徐范俊，韓國男演員
- 1997年：李婭熙，韓國女子樂團QWER成員
- 1998年：李建熙，韓國男子偶像團體ONEUS成員
- 1999年：項婕如，台灣女演員
- 2003年：陳弈通，臺灣男子擊劍運動員
- 2003年：張本智和，日本男子乒乓球運動員
- 2003年：Raul，日本男子偶像團體Snow Man成員
- 2004年：胡戈·拉爾森，瑞典職業足球運動員
- 2007年：小川彩，日本女子偶像團體乃木坂46成員
- 生年不詳：若山晃久，日本男性聲優

## 逝世
- 1635年：安藤直次，日本戰國時代大名（1555年出生）
- 1636年：伊達政宗，日本戰國時代大名，仙台藩首任藩主（1567年出生）
- 1831年：索菲·熱爾曼，法國數學家、物理學家、哲學家（1776年出生）
- 1863年：石达开，太平天国圣神电通军主将翼王，反清领袖。天京事变后南下，后于1863年在成都被杀。（1831年出生）
- 1844年：約瑟·斯密，美國耶穌基督後期聖徒教會創始人。（1805年出生）
- 1892年：卡尔·肖莱马（英语：Carl Schorlemmer），德国化学家（1834年出生）
- 1913年：菲利普·斯克萊特，英國律師、動物學家（1829年出生）
- 1957年：重光葵，日本政治家、外交家（1887年出生）
- 1960年：哈里·波立特，英國政治人物、共產主義者（1890年出生）
- 1971年：舟越康壽，日本經濟學家、歷史學家（1901年出生）
- 1975年：傑弗里·泰勒，英國物理學家、數學家（1886年出生）
- 1980年：瓦爾特·羅伯特·多恩伯格，德國航空航天工程師（1895年出生）
- 1997年：方奕輝，香港高級警官（1915年出生）
- 1998年：郑作新，中国鸟类学家（1906年出生）
- 1999年：喬治斯·帕帕佐普洛斯，希臘軍人、政治家（1919年出生）
- 2001年：傑克·萊蒙，美國男演員（1925年出生）
- 2017年：麥可·龐德，英國作家（1926年出生）
- 2020年：藍，中國女演員（1921年出生）
- 2021年：中西宏明，日本企業家，日立製作所第十任社長（1946年出生）
- 2022年：科林·布萊克默，英國生物學家（1944年出生）
- 2023年：帕斯卡·梅西耶，瑞士作家、哲學家（1944年出生）
- 2024年：克里斯蒂娜·阿爾韋迪，西班牙女性權利活動家、律師、作家（1946年出生）
- 2024年：張元植，臺灣登山家（1988年出生）
- 2025年：伊萊亞娜·西拉伊，羅馬尼亞女子田徑運動員（1941年出生）

## 节假日和习俗
- 中小微企业日[8]
- 越南：烈士節
- ：獨立日
- 哥伦比亚：咖啡日
- 德国：七睡仙節
- 美国：海倫·凱勒日